# Eerste Kamerverkiezingen 2023/Kandidatenlijst/SP
De kandidatenlijst voor de Eerste Kamerverkiezingen van 2023 van de lijst SP (Socialistische Partij) (lijstnummer 8) is na controle door de Kiesraad vastgesteld.

## Achtergrond
Eerste Kamerlid Arda Gerkens stond aanvankelijk ook op de lijst, maar trok zich terug door niet in te stemmen bij de Kiesraad met haar kandidaatstelling.

## Lijst
1. M.J.M. (Tiny) Kox
2. R.A. (Rik) Janssen
3. E.B. (Bastiaan) van Apeldoorn
4. C.J.E. (Nine) Kooiman
5. R. (Lies) van Aelst
6. F.W. (Frank) Futselaar
7. M.A. (Mariska) ten Heuw
8. M.J. (Mathijs) ten Broeke
9. J.M.E. (Anna) de Groot
10. N. (Nuretting) Altundal
11. G. (Ger) van Unen
12. F. (Fenna) Feenstra
13. T.G. (Tjitske) Hoekstra
14. J. (Jannie) Drenthe
15. A. (Aldo) Schelvis
16. A.P.M.A. (Alexander) Vervoort
17. M.E. (Marij) Feddema
18. H. (Hennie) Hemmes
19. P.M.A. (Peter) van Zutphen

FVD · VVD · CDA · GroenLinks · D66 · PvdA · PVV · SP · ChristenUnie · Partij voor de Dieren · 50PLUS · SGP · OPNL · JA21 · BBB · Volt
1995 · 1999 · 2003 · 2007 · 2011 · 2015 · 2019 · 2023